# Uruli

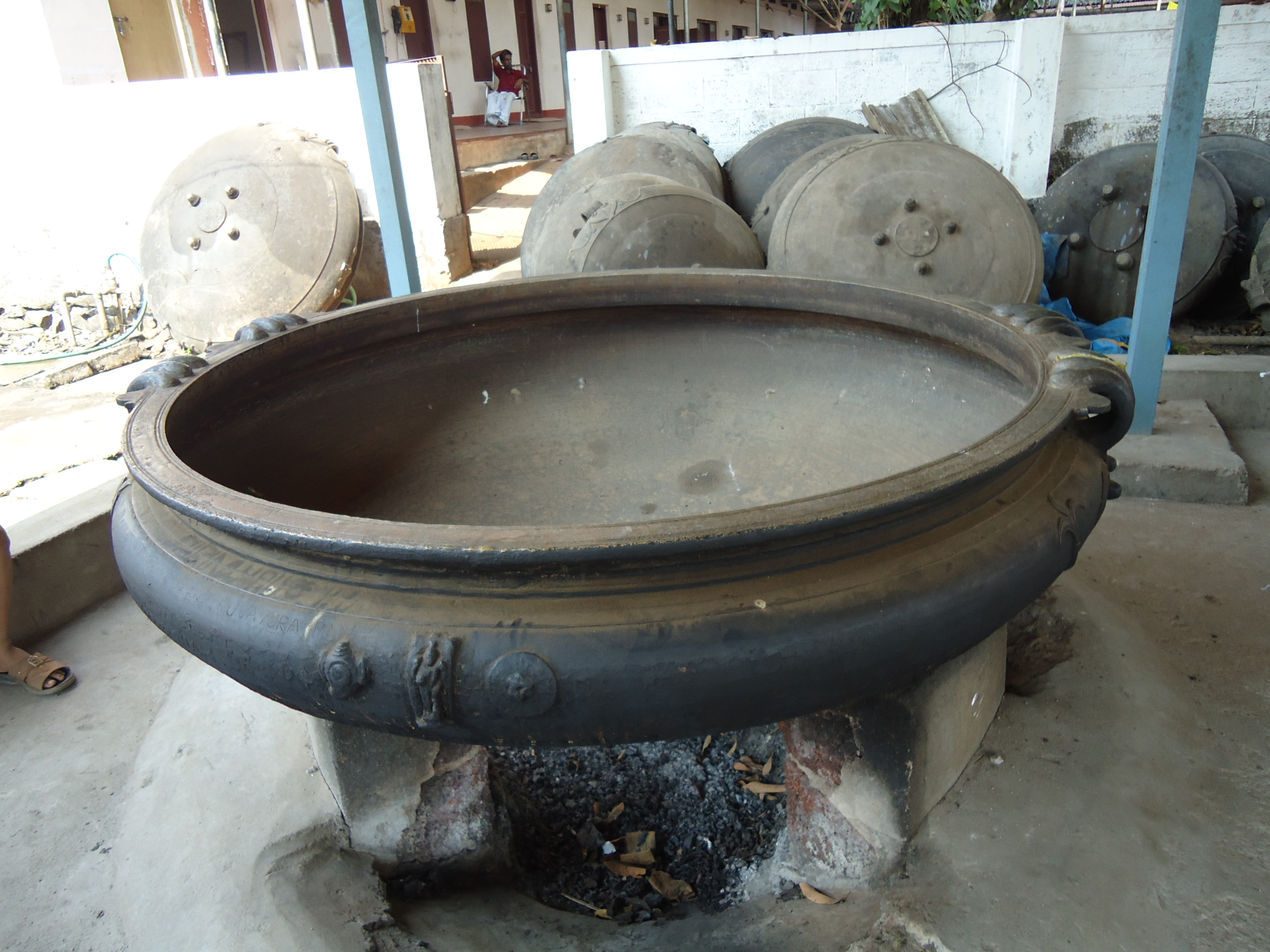

Un uruli (malayalam : ഉരുളി) est un ustensile de cuisine traditionnel très utilisé dans l'état du Kerala, en Inde du Sud, et dans quelques endroits voisins. Il se prononce également urli et est généralement fait d'argile, de cuivre, bronze ou de laiton. Les urulis étaient utilisés à la maison pour cuisiner et dans l'ayurveda pour fabriquer des médicaments. Aujourd'hui, les urulis peuvent être utilisés comme bol décoratif pour faire flotter des fleurs, ce qui fait partie de la tradition sud-indienne.
On le trouve dans de nombreux foyers malayali  traditionnels, qui le présentent en plusieurs tailles, comme les petits qui ont une fonction plus décorative ou aussi les très grands varpul, qui sont utilisés pour cuisiner lors de grandes occasions qui nécessitent une grande quantité de nourriture. Avec sa forme circulaire peu profonde, ce récipient est également utilisé pour présenter le kani du nouvel an malayalam Vishu : la première chose que l'on voit le jour de Vishu va déterminer la prospérité dont on bénéficiera tout au long de l'année ; aussi est-il d'usage de préparer, dans l'uruli, toutes sortes d'objets propices (vishukanni) : riz, étoffe neuve, concombre, feuilles de betel, noix d'arec, miroir de métal, fleurs (Cassia fistula), pièces de monnaie, textes sacrés... Au petit matin, on se précipite pour aller regarder ces objets propices, disposé dans la pièce de la puja (cérémonie religieuse), avant tout autre chose
De nos jours, il est présent dans la décoration de nombreux hôtels et centres de villégiature.

Différents urulis
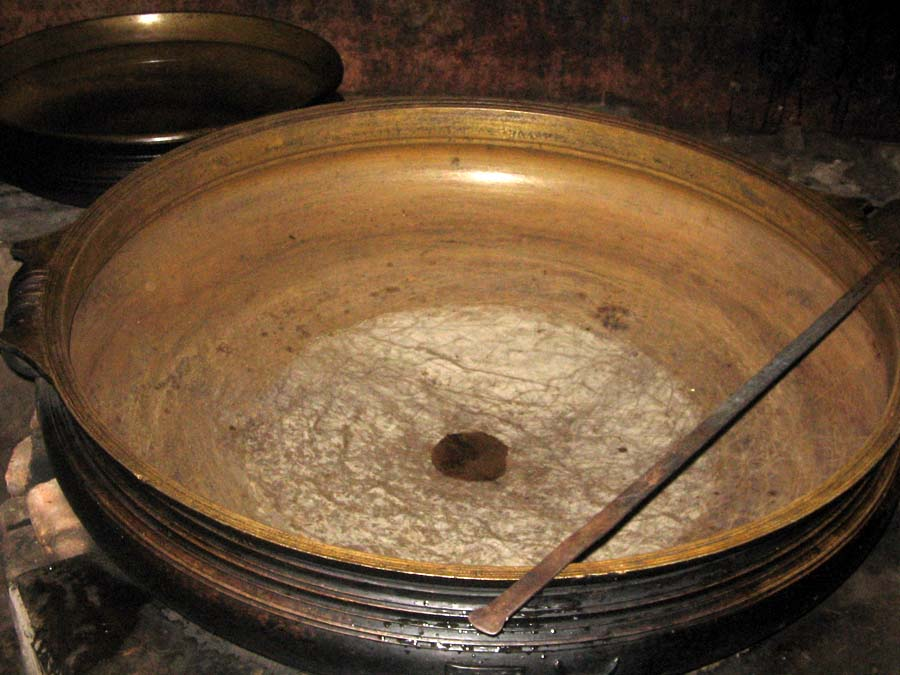
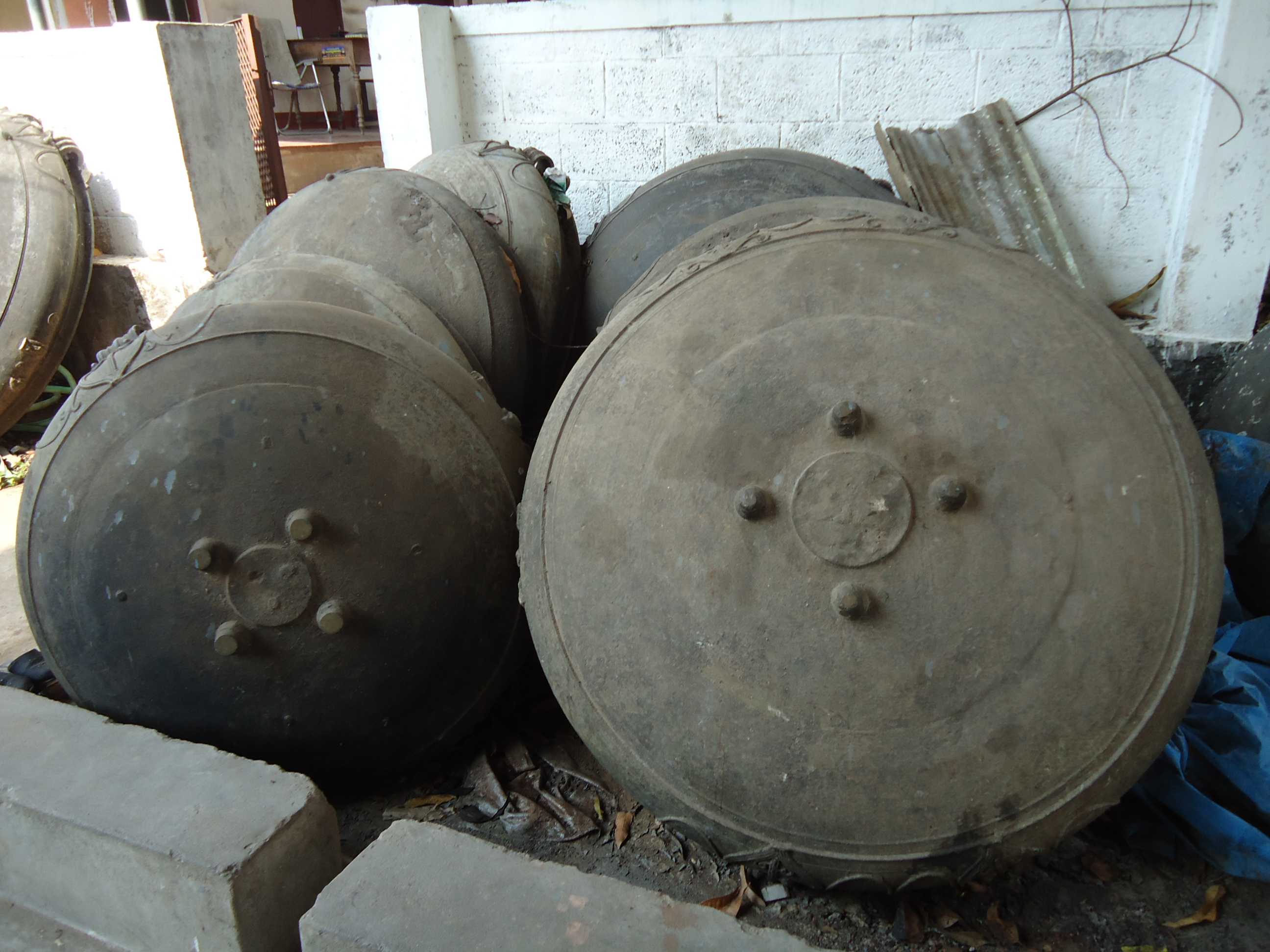
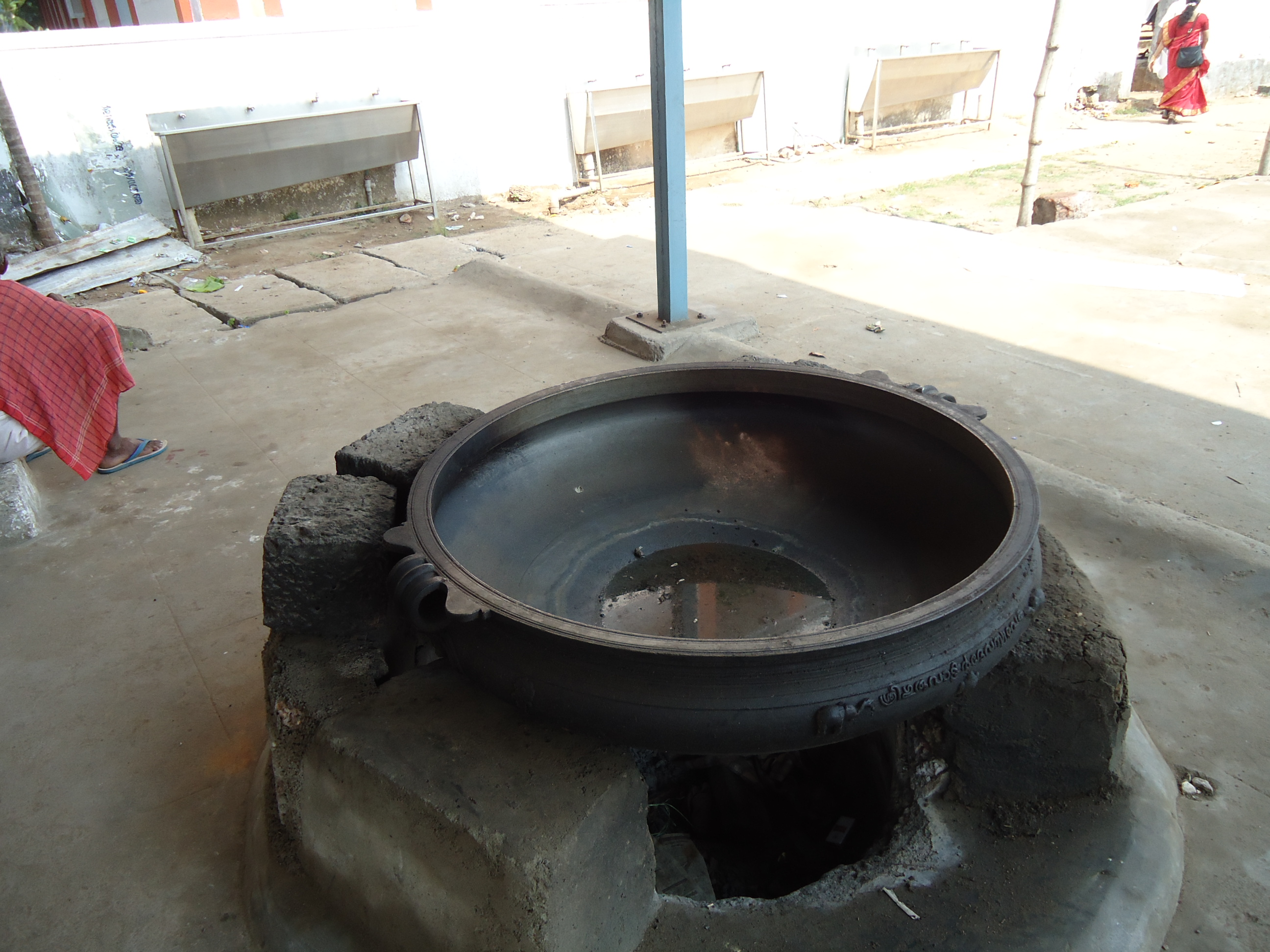

Urulis décorés avec des fleurs
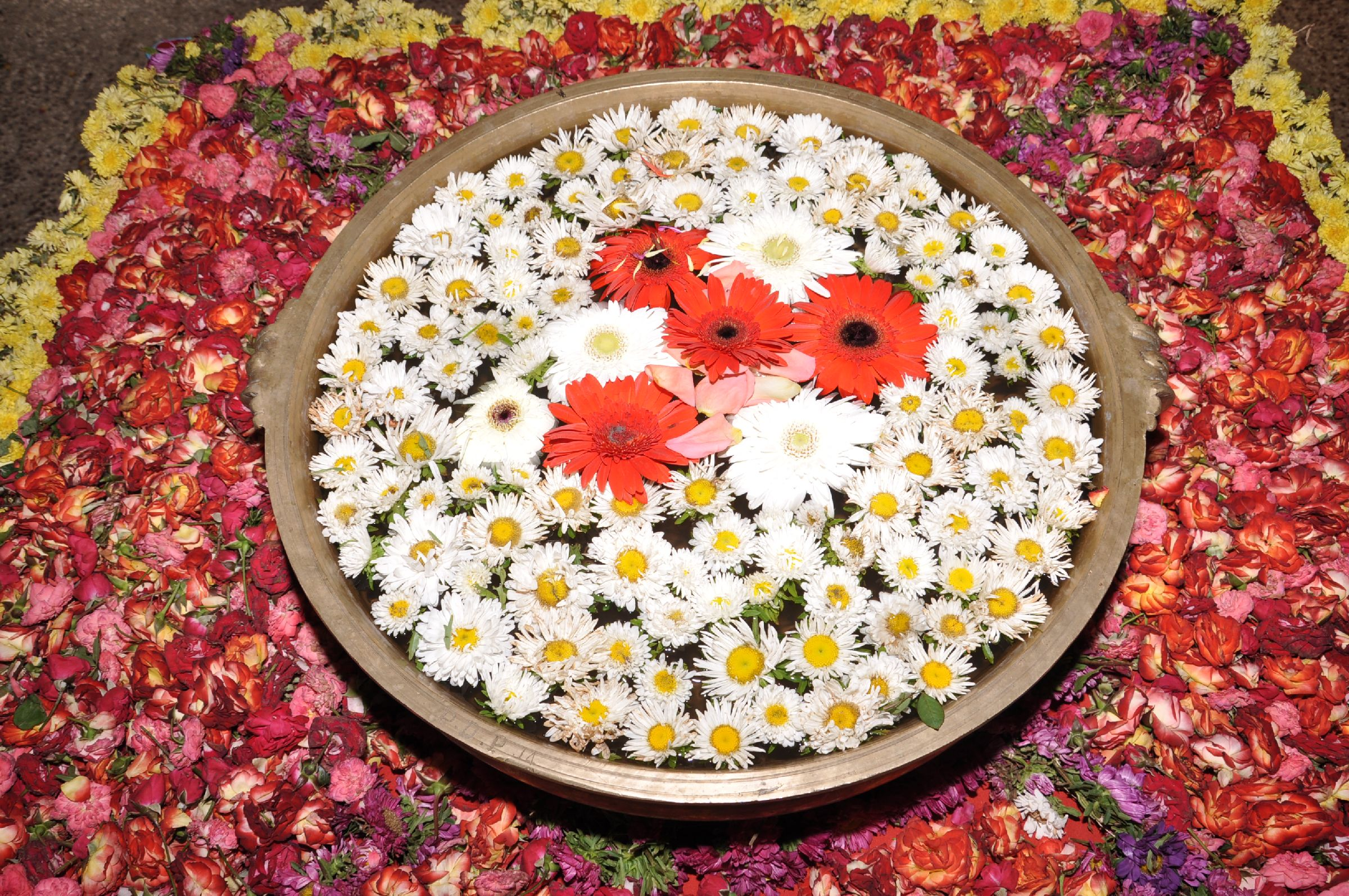
Uruli décoré pour un mariage
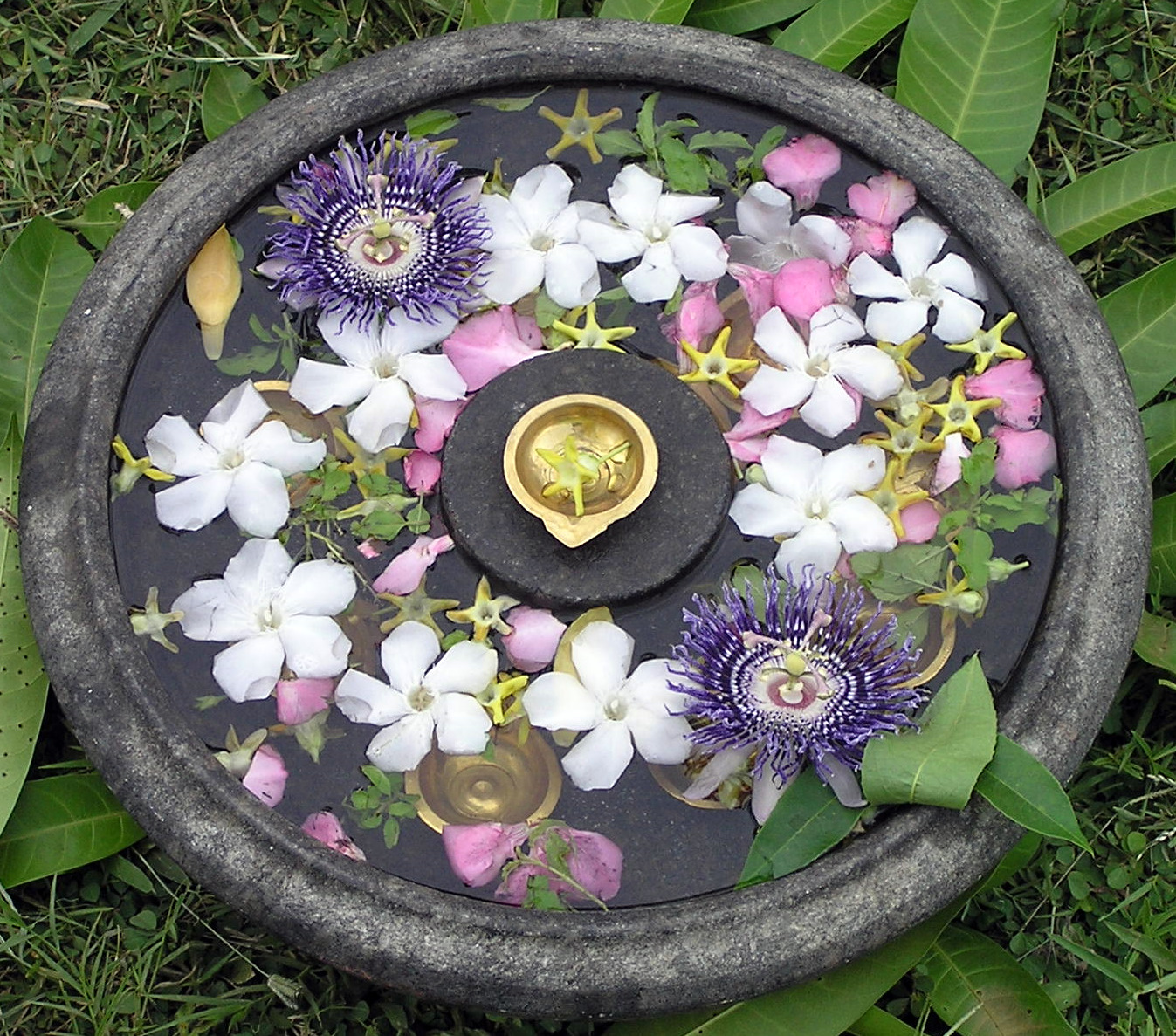

Urulis pour Vishu
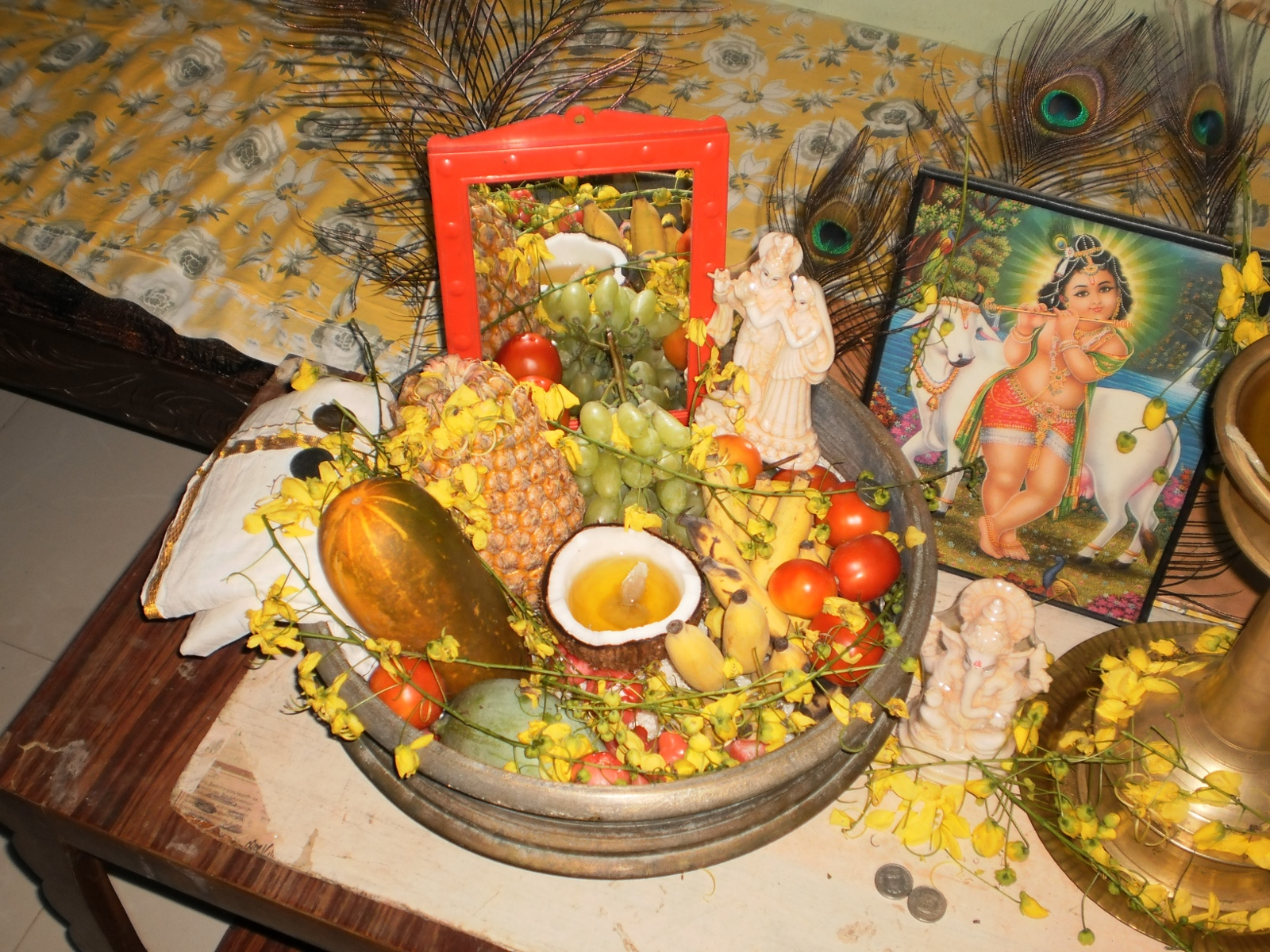
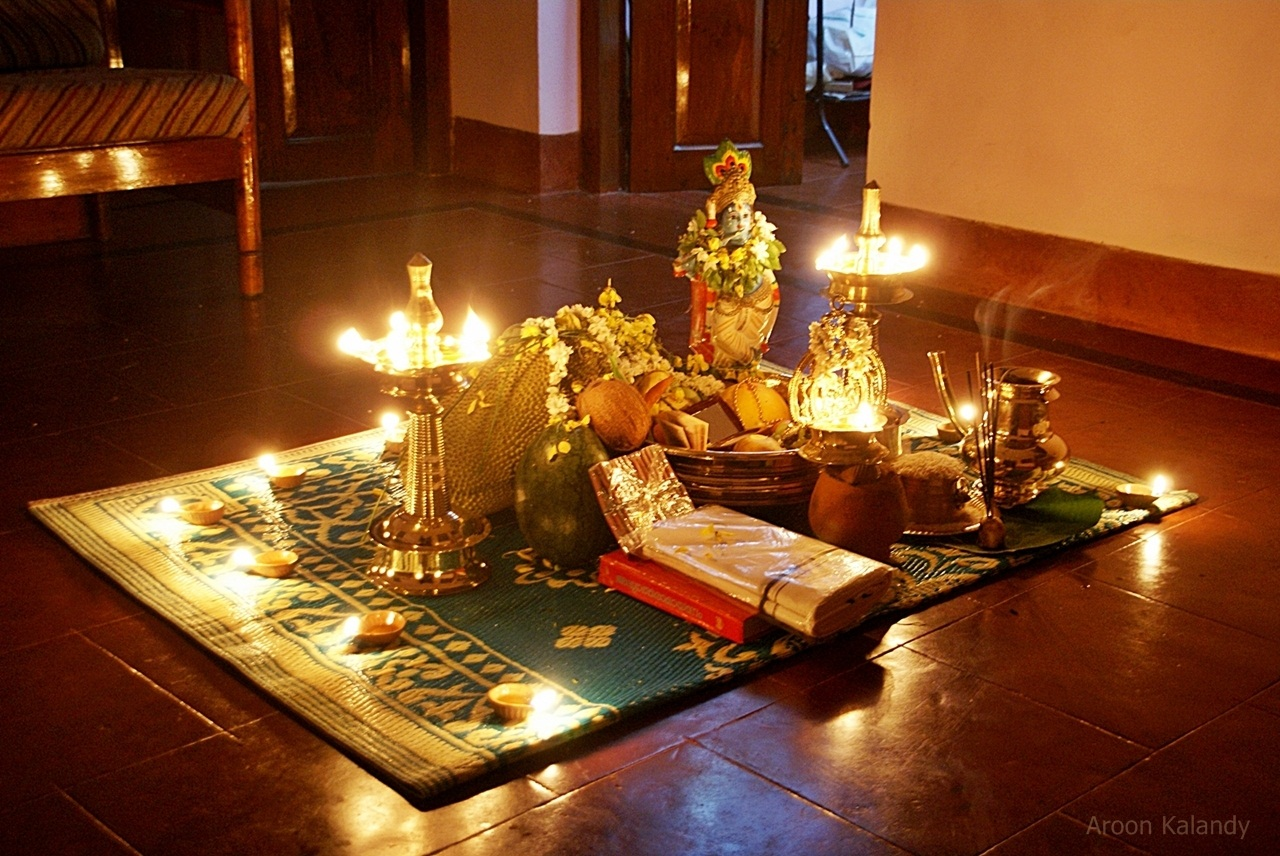
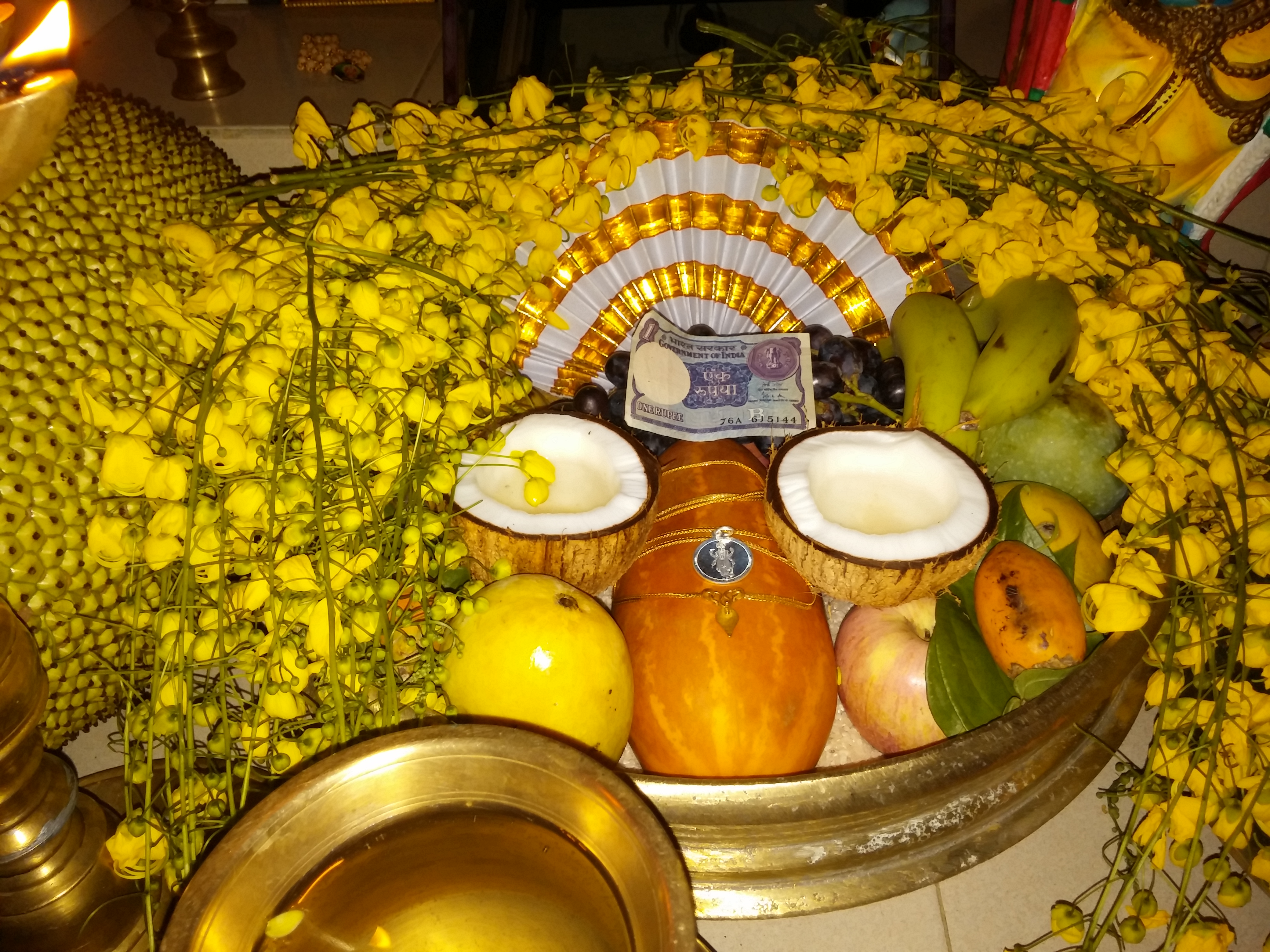
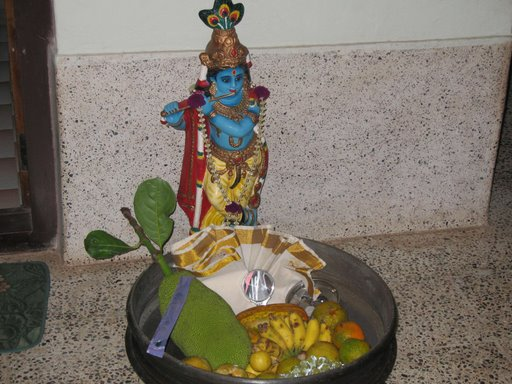